# بيلي بين
ويليام لامار بين الثالث (بالإنجليزية: William Lamar Beane III)‏ (من مواليد 29 مارس 1962) هو لاعب بيسبول محترف أمريكي سابق والمدير التنفيذي الحالي للمكتب الأمامي. وهو يشغل حاليًا منصب المستشار الأول للمالك جون فيشر ومالك حصة الأقلية (minority owner) لفريق أوكلاند أثلاتكس في دوري البيسبول الرئيسي (MLB) وكان في السابق نائب الرئيس التنفيذي لعمليات البيسبول. وهو أيضًا مالك حصة الأقلية في نادي كرة القدم بارنسلي من دوري الدرجة الأولى الإنجليزي، ونادي إيه زد ألكمار من الدوري الهولندي الممتاز. من عام 1984 إلى عام 1989 لعب في دوري البيسبول الرئيسي كلاعب خارجي لفُرق نيويورك ميتس ومينيسوتا توينس وديترويت تايجرز وأوكلاند أثليتكس. انضم إلى المكتب الأمامي لأوكلاند أثلاتكس ككشاف في عام 1990، وتم تعيينه مديرًا عامًا بعد موسم 1997، وتمت ترقيته إلى نائب الرئيس التنفيذي بعد موسم 2015.
على الرغم من اختياره في الجولة الأولى في مشروع دوري البيسبول الرئيسي من قبل فريق ميتس، إلا أن بين فشل في تلبية توقعات الكشافين، الذين توقعوا منه أن يكون نجمًا. خلال مسيرته المهنية في الإدارة التنفيذية، طبق التحليل الإحصائي (المعروف باسم sabermetrics) على لعبة البيسبول، مما دفع الفرق إلى إعادة النظر في كيفية تقييم اللاعبين. وهو موضوع كتاب مايكل لويس الصادر عام 2003 عن اقتصاديات لعبة البيسبول، والذي حمل عنوان (Moneyball)، والذي تم تحويله إلى فيلم سنة 2011 (كرة المال (فيلم)) من بطولة براد بيت في دور بين.

## حياته المُبكّرة
نشأ بينْ في ماي بورت بولاية فلوريدا، وسان دييغو بولاية كاليفورنيا، وهو ابن عائلة عسكرية محترفة. كان والده ضابطًا بحريًا، وقد علمه كيفية إلقاء الكرة.
التحق بين بمدرسة جبل كارمل الثانوية في سان دييغو، حيث تميز في البيسبول وكرة القدم وكرة السلة. أضاف مدرب المدرسة الثانوية بينْ إلى فريق البيسبول في آخر مباراة من موسم سنته الأولى. سجل بينْ معدل ضرب قدره .501 خلال سنتيه الثانية والثالثة في المدرسة الثانوية. في موسم سنته الأخيرة، انخفض معدله إلى .300.
وعلى الرغم من انخفاض متوسط ضرباته، إلا أن الكشافين كانوا معجبين بموهبته. تخلى بين عن لعب كرة القدم لتجنب الإصابة التي قد تؤدي إلى إنهاء مسيرته في لعبة البيسبول قبل الأوان. على الرغم من ذلك، حاولت جامعة ستانفورد تجنيد بينْ في منحة دراسية مشتركة للبيسبول وكرة القدم كظهير ربعي سيخلف جون إلواي، الطالب في سنته الثانية آنذاك، في فريق ستانفورد كاردينال لكرة القدم.

## مسيرته المهنية

### "الدرافت" (Draft) والدوريات الصغيرة
أُعجب فريق نيويورك ميتس، الذي كان لديه الاختيار الأول الشامل في درافت دوري البيسبول الرئيسي لعام 1980، بموهبة بينْ وفكّر في اختياره مع الاختيار الأول. نظرًا لأن العديد من الفرق اعتقدت أنه سيلتحق بجامعة ستانفورد ولن يوقع مع فريق محترف، سقط بينْ في الاختيار الثالث والعشرين، حيث تم اختياره من قبل فريق ميتس، الذي كان لديه اختياران آخران في الجولة الأولى في ذلك العام، مما سمح لهم بالمخاطرة بعدم توقيع بينْ. بعد زيارة نادي ميتس، قرّر بينْ التوقيع مع ميتس مقابل 125٬000 دولار أمريكي (392٬619$ في 2025) مكافأة التوقيع. وصف بينْ قراره بالتوقيع مع فريق ميتس بدلاً من الذهاب إلى ستانفورد بأنه "القرار الوحيد الذي سيتخذه في حياته بشأن المال".
اعتقادًا منهم أن بينْ لاعب أكثر دقة من اختيارهم الأول في الجولة الأولى، داريل ستروبيري، فقد كلّف فريق ميتس ستروبيري باللعب مع لاعبين آخرين تم اختيارهم من المدارس الثانوية بينما تم تعيين بينْ في فريق ليتل فولز ميتس من دوري نيويورك-بنسلفانيا من الدرجة الأولى، مع لاعبين تم اختيارهم من الكلية. عانى بينْ في موسمه الأول، حيث بلغ متوسط ضرباته .210. لم يكن قادرًا على إجراء التعديلات اللازمة عند اللعب في منافسة أكثر صعوبة. قام فريق ميتس بترقية بينْ إلى فريق لينشبورغ ميتس من دوري كارولينا من الدرجة الأولى المتقدمة في عام 1981. بعد موسم قوي، تمت ترقيته إلى فريق جاكسون ميتس من دوري الدرجة الثانية تكساس في عام 1982. في حين كان ستروبيري اللاعب الأكثر قيمة في الدوري، بلغ متوسط ضربات بينْ .220. بدأ بينْ يُشكّك في قدراته، في حين نجح زميله الجديد في الغرفة، ليني ديكسترا، بثقة ثابتة وتركيز ذهني متميز.

### نيويورك ميتس (1984–1985)

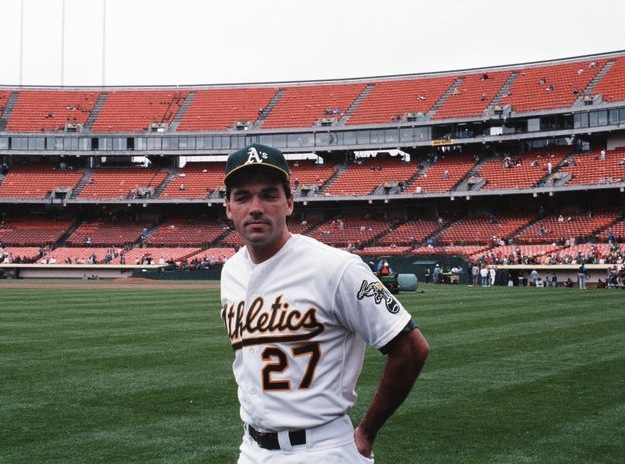
بينْ في ملعب أوكلاند كوليسيوم في عام 1989، خلال فترة وجوده مع فريق أوكلاند أثليتكس

بقي بين في جاكسون حتى عام 1984، عندما حصل على أول ترقية له إلى دوري البيسبول الرئيسي، حيث ظهر في خمس مباريات لفريق نيويورك ميتس عام 1984.في عام 1985، قضى بينْ معظم الموسم مع فريق تايدووتر تايدز من دوري الدرجة الثالثة الدولي، وتم استدعاؤه إلى فريق ميتس عام 1985 لخوض ثماني مباريات. حقق معدل ضربات بلغ .284 لصالح فريق تايدز في عام 1985، وقاد الفريق بـ 19 ضربة هوم ران و77 ركضة محققة.

### مينيسوتا توينز (1986–1987)
بعد الموسم، قام فريق ميتس بتبادل بينْ مع جو كلينك وبيل لاثام مع فريق مينيسوتا توينس مقابل تيم تيوفيل وبات كروسبي، لاعب الدوري الصغير.
دخل فريق التوأم التدريبات الربيعية مستعدًا لمنح بينْ وظيفة لاعب اليسار الأساسي بدلاً من اللاعب الحالي ميكي هاتشر، لكنه تعامل مع الإصابات وعدم الفعالية. شارك بينْ في 80 مباراة لفريق مينيسوتا توينس عام 1986، وبلغ متوسط ضرباته .216. كما ظهر في 32 مباراة لفريق توليدو مود هينس في الدوري الدولي. أرسل التوأمان بينْ إلى فريقهم الجديد من الفئة AAA، بورتلاند بيفرز من دوري الساحل الهادئ (PCL)، بعد التدريب الربيعي في عام 1987. بعد أن حقق معدل ضربات بلغ .285 لصالح بورتلاند، تلقى بينْ استدعاءً للانضمام إلى فريق توينس بعد توسعة القائمة في الأول من سبتمبر. ظهر في 12 مباراة لفريق مينيسوتا توينس عام 1987.

### ديترويت تايجرز (1988)
قام فريق توينز بتبادل بينْ مع فريق ديترويت تايجرز مقابل بالفينو جالفز خلال التدريبات الربيعية في عام 1988. لقد تم اختياره كأحد لاعبي قائمة افتتاح النمور في ذلك الموسم كبديل للإصابة، وتم اختياره في أواخر أبريل للانتقال إلى توليدو، الذي يعمل الآن كشركة تابعة لفئة AAA في ديترويت، حيث قضى معظم الموسم. خلال هذا الوقت، لعب في نفس الملعب الخارجي مع لاعب آخر يحمل نفس الاسم تقريبًا - بيلي بين - وكان لديه أيضًا زميل في الفريق يحمل اسم رايس. ظهر بينْ في ست مباريات لفريق تايجرز عام 1988.

### أوكلاند أثليتيكس (1989)
بعد حصوله على وكالة حرة بعد موسم 1988، وقّع بينْ مع فريق أوكلاند أثليتكس، وظهر في 37 مباراة مع فريق أثليتكس عام 1989، وبلغ متوسط ضرباته .241 في 79 ضربة. أمضى بين معظم الموسم مع فريق تاكوما تايجرز من فئة AAA في دوري المحيط الهادئ. أعاد التوقيع مع فريق أوكلاند أثلاتكس لموسم 1990، وتم إرساله إلى الدوريات الصغيرة في نهاية التدريبات الربيعية.

## مسيرته ما بعد اللعب
سئم بينْ من أسلوب حياة لاعب الدوري الصغير، فتوجه إلى المدير العام لأوكلاند أثلاتكس ساندي ألديرسون بعد يوم واحد من إعادة تعيينه في معسكر الدوري الصغير في أبريل 1990 للحصول على وظيفة ككشاف متقدم.

## مسيرته الإدارية
شغل بينْ منصب الكشاف المتقدم حتى عام 1993، عندما تمت ترقيته إلى مساعد المدير العام لأوكلاند أثلاتكس، مكلفًا باستكشاف لاعبي الدوري الصغير.
تحت ملكية والتر أ. هاس جونيور، ظهر فريق أوكلاند أثلاتكس في ثلاث بطولات عالمية متتالية من عام 1988 حتى عام 1990، وكان لديه أعلى رواتب في لعبة البيسبول في عام 1991. توفي هاس في عام 1995، وأمر المالكان الجديدان ستيفن شوت وكين هوفمان ألديرسون بخفض رواتب الموظفين. من أجل تشكيل قائمة تنافسية بميزانية محدودة، بدأ ألديرسون في التركيز على مبادئ القياس الإحصائي للحصول على لاعبين غير مقدرين بالشكل الكافي. وقد قام بتقييم نسبة الوصول إلى القاعدة بين الضاربين. قام ألديرسون بتعليم بينْ كيفية العثور على القيمة التي لم ترها الفرق الأخرى باستخدام القياسات الرياضية.

### أوكلاند أثليتكس (1997–2015)
تولى بينْ منصب المدير العام خلفًا لألديرسون في 17 أكتوبر 1997. واصل ألديرسون صياغة فريق أوكلاند أثلاتكس ليصبح واحدًا من أكثر الفرق فعالية من حيث التكلفة في لعبة البيسبول. على سبيل المثال، في موسم 2006 من دوري البيسبول الرئيسي، احتل فريق أوكلاند أثلاتكس المرتبة 24 من بين 30 فريقًا رئيسيًا في رواتب اللاعبين، لكنه حقق خامس أفضل سجل في الموسم العادي.

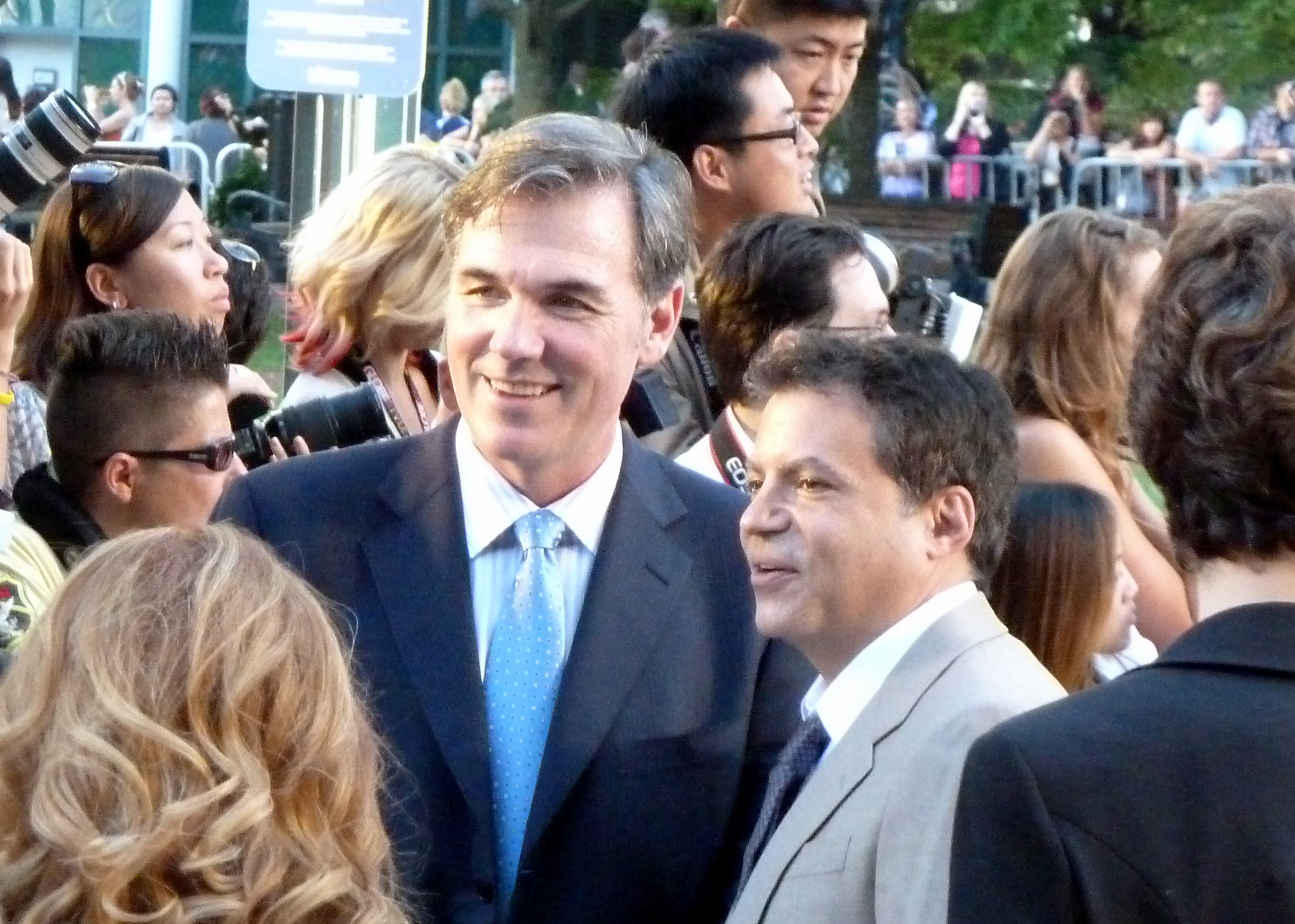
بينْ (على اليسار) في مهرجان تورنتو السينمائي الدولي 2011

وصل فريق أوكلاند أثلاتكس إلى التصفيات النهائية في أربع سنوات متتالية من عام 2000 حتى عام 2003، وخسر في سلسلة دوري الدرجة الأمريكية كل عام. في عام 2002، أصبح فريق أوكلاند أثلاتكس أول فريق في دوري البيسبول الأمريكي الذي يمتد لأكثر من 100 عام يفوز بـ 20 مباراة متتالية. بعد موسم 2002، قدم فريق بوسطن ريد سوكس عرضًا بقيمة 12.5 مليون دولار إلى بينْ ليصبح مديرهم العام، لكنه رفض. في 15 أبريل 2005، حصل بينْ على تمديد عقد للبقاء مع فريق أتليتيكس كمدير عام للفريق حتى عام 2012، ومنح مالك الفريق الجديد لويس وولف بينْ جزءًا صغيرًا من ملكية الفريق. فازوا بأول سلسلة فاصلة تحت قيادة بينْ في عام 2006 عندما اكتسحوا فريق مينيسوتا توينس في سلسلة دوري الدرجة الأمريكية، ولكنهم اكتسحوا من قبل فريق ديترويت تايجرز في سلسلة بطولة الدوري الأمريكي.
منذ ظهورهم في التصفيات عام 2006 حتى عام 2012، لم يصل فريق أوكلاند أثلاتكس إلى التصفيات أو ينهوا الموسم بمتوسط أعلى من 0.500، مما أثار انتقادات لبينْ ونهجه في بعض الأوساط، وخاصة في عام 2009. يرفض بينْ إلى حد كبير الانتقادات الموجهة إلى نهجه، مشيرًا إلى أن فلسفته تدور حول البحث والتحليل. وقد اتبع العديد من المديرين العامين الآخرين استراتيجية بينْ ويستخدمون الآن نهجًا مشابهًا. في ديسمبر 2009، صنفت مجلة سبورتس إليسترايتد بينْ في المركز العاشر على قائمتها لأفضل 10 مديرين عامّين/مديرين تنفيذيين في العقد في جميع الألعاب الرياضية.
في حين أن (Moneyball) كان قد غيّر بالفعل طريقة تقييم لاعبي دوري البيسبول الرئيسي، بدأ بينْ في التركيز على لاعبي المدارس الثانوية، وهي مجموعة كان يتجاهلها إلى حد كبير في مسودة (draft) الدوري، معتبرًا أنها أقل تقديرًا بكثير. كما قام بينْ ومديرو الفرق الآخرون الذين يشاركونه نفس التفكير بتغيير استراتيجياتهم في المسودة للتركيز أكثر على المهارات الدفاعية، التي أصبحت غير مقدّرة في السنوات التي أعقبت ثورة (Moneyball).
ظهر هذا التركيز الجديد على الدفاع خلال موسم 2010؛ فرغم أن فريق "أثلتيكس" أنهى الموسم بنسبة فوز .500 وفشل مرة أخرى في التأهل إلى التصفيات، إلا أنهم تصدروا الدوري الرئيسي في الكفاءة الدفاعية، التي تُقاس بنسبة الكرات التي يلعبها الخصم وتتحول إلى خروج، وسمحوا بأقل عدد من النقاط في الدوري الأمريكي.
في فبراير 2012، مدّد فريق "أثلتيكس" عقد بين حتى عام 2019. وفي موسم 2012، عاد الفريق إلى التصفيات تحت قيادة بين، وفاز بلقب القسم الغربي للدوري الأمريكي في اليوم الأخير من الموسم العادي. وكرر الفريق النجاح في عام 2013 بفوزه بلقب القسم الغربي للدوري الأمريكي مرة أخرى، ليحقق أول بطولتين متتاليتين للقسم منذ موسمي 2002 و2003.
في 5 أكتوبر 2015، أعلن فريق أوكلاند أثلاتكس أن بينْ قد تمت ترقيته إلى نائب الرئيس التنفيذي لعمليات البيسبول. تولى مساعد المدير العام ديفيد فورست منصب المدير العام. في نوفمبر 2022، انتقل بينْ إلى دور جديد كمستشار أول للمالك جون فيشر، وأصبح فورست رئيسًا جديدًا لعمليات البيسبول.

## أنشطة خارج لعبة البيسبول

### كرة القدم
عندما وافقت مجموعة مُلاّك فريق أتليتيكس على شراء نادي سان خوسيه إيرثكويكس في الدوري الأمريكي لكرة القدم، بدأ بينْ، الذي أعرب عن شغفه بكرة القدم، في تطوير نظام لتحليل لاعبي كرة القدم بشكل موضوعي. لقد وافق على مساعدة المكتب الأمامي لإيرثكويكس في تطوير طريقة لبناء فريق فعال من حيث التكلفة، حيث أن سقف الرواتب في الدوري الأمريكي أكثر تقييدًا من وضع أوكلاند أثلاتكس كفريق سوق صغير في دوري البيسبول الرئيسي. ولكن النظام لم يتم تنفيذه بعد.
اعتبر بينْ أن المدير الفني السابق لنادي أرسنال آرسين فينغر هو قدوته الشخصية. أجرى بينْ مناقشات مع فينغر، والمدير الفني السابق لنادي مانشستر يونايتد، أليكس فيرغسون، ومالك نادي ليفربول، جون دبليو هينري. سمحت له صداقته مع كشاف أرسنال السابق داميان كومولي ومالك أرسنال ستان كرونكي بالتعمق في عالم كرة القدم الإنجليزية.
في مارس 2015، قام نادي كرة القدم الهولندي إيه زد ألكمار، تحت قيادة المدير العام روبرت إينهورن، وهو لاعب سابق في الدوري الرئيسي، بتعيين بينْ كمستشار. وأصبح مساهمًا في النادي بعد خمس سنوات. حيث استحوذ على حصة 5٪ في عام 2020. في 19 ديسمبر 2017، أصبح بينْ جزءًا من اتحادٍ بقيادة تشين لي لشراء نادي بارنسلي لكرة القدم، الذي يلعب في الدوري الإنجليزي الدرجة الأولى، وهو المستوى الثالث من نظام الدوري الإنجليزي لكرة القدم.

### صناعة البرمجيات
في 4 يناير 2007، قامت شركة البرمجيات (NetSuite) بتعيين بينْ في مجلس إدارتها؛ واستشهد المؤسس المشارك لشركة (NetSuite)، إيفان غولدبرغ، بقدرة بينْ على الجمع بين الحقائق والغريزة. عمل بينْ أيضًا كمستشار في لعبة الفيديو (MLB Front Office Manager)، كما ظهر فيها.

### كرة المال (Moneyball)
يستكشف كتاب "كرة المال: فن الفوز في لعبة غير عادلة" (Moneyball: The Art of Winning an Unfair Game) للمؤلف مايكل لويس، والذي حقق أفضل المبيعات في عام 2003، أساليب بينْ بصفته المدير العام لفريق أوكلاند أثلاتكس وكيف استخدم هو وبول دي بوديستا، مبادئ القياس الرياضي لتشكيل فريق فائز على الرغم من الرواتب المنخفضة بشكل استثنائي. لقد أثر كتاب وأساليب بينْ على الطريقة التي يفكر بها العديد من الفرق واللاعبين في لعبة البيسبول.
تم تحويل الكتاب إلى فيلم سنة 2011، والذي جسد فيه براد بيت شخصية بينْ. أدى أداء بيت في الفيلم إلى ترشيحه لجائزة الأوسكار لأفضل ممثل.

## الحياة الشخصية
كان زواج بينْ الأول من كاثي ستورديفانت. لدى الزوجين ابنة تدعى كيسي بينْ.
بينْ متزوج من تارا بينْ. لدى الزوجين توأمان، برايدن وتينسلي بينْ.
التحق بينْ بجامعة كاليفورنيا، سان دييغو خلال مواسم البيسبول خارج مسيرته الكروية.

## ملحوظات
1. ↑  المسؤولان التنفيذيان الوحيدان الآخران في دوري البيسبول الرئيسي في القائمة هما ثيو إبستاين (رقم 3) وبات جيليك (رقم 7).[44]

## روابط خارجية
- بيلي بين على موقعبيزبول رفرنس.كوم (الدوري الرئيسي) (الإنجليزية)
- بيلي بين على موقعبيزبول رفرنس.كوم (الدوري الثانوي) (الإنجليزية)
- بيلي بين على موقع إي إس بي إن.كوم (أم.أل.بي) (الإنجليزية)
- بيلي بين على موقع مشجعي الرسوم البيانية (الإنجليزية)
- بيلي بين على موقع IMDb (الإنجليزية)
- بيلي بين على موقع الموسوعة البريطانية (الإنجليزية)
- بيلي بين على موقع إن إن دي بي (الإنجليزية)
- بيلي بين على موقع قاعدة بيانات الفيلم (الإنجليزية)